# Edmundo Piaggio
Edmundo Piaggio (3 de outubro de 1905 - 27 de julho de 1975) foi um futebolista argentino que foi vice-campeão, pela Argentina, da Copa do Mundo de 1930, realizada no Uruguai.